# Julies tystnad

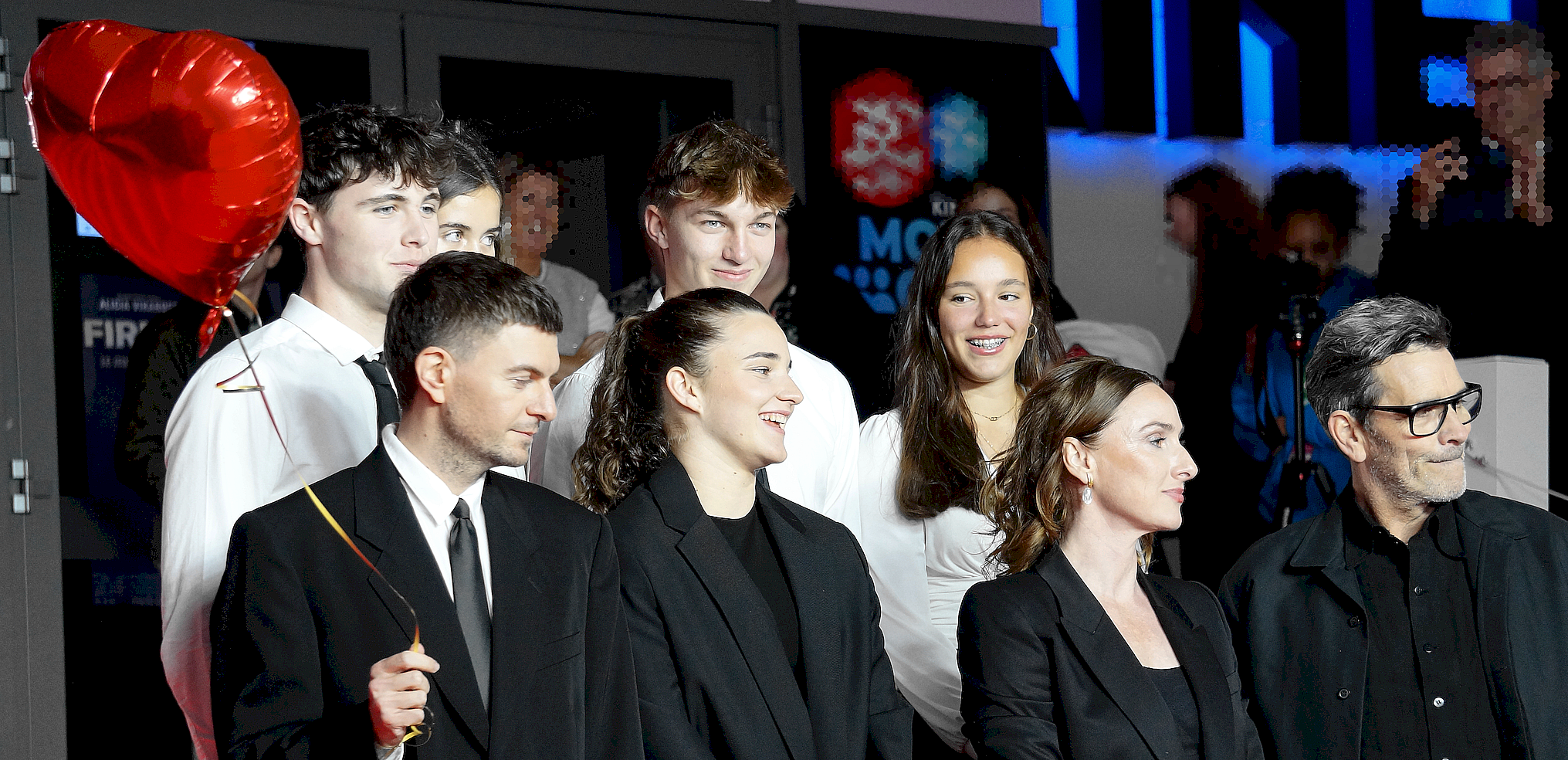
Ensemblen bakom filmen.

Julies tystnad (franska: Julie zwijgt) är en belgisk dramafilm som hade premiär den 18 maj 2024 på Filmfestivalen i Cannes. Filmen är regisserad av Leonardo Van Dijl som även skrivit filmens manus tillsammans med Ruth Becquart.
Filmen hade biopremiär i Sverige den 15 augusti 2025.

## Handling
Julies liv kring tennisen. När en tidigare elev på samma tennisakademi tar sitt liv stängs Jeremy, Julies tränare, av och blir föremål för en omfattande utredning. Alla elever kallas till förhör. Men Julie, Jeremys favoritelev, bestämmer sig för att förbli tyst.

## Rollista (i urval)
- Tessa Van den Broeck – Julie
- Ruth Becquart – Liesbeth
- Koen De Bouw – Tom
- Claire Bodson – Sofie
- Laurent Caron – Jeremy